# Пизи (Польща)
Пизи (пол. Pyzy) — село в Польщі, у гміні Моньки Монецького повіту Підляського воєводства.
Населення — 30 осіб (2011).
У 1975-1998 роках село належало до Білостоцького воєводства.

## Демографія
Демографічна структура станом на 31 березня 2011 року:
|          | Загалом | Допрацездатний вік | Працездатний вік | Постпрацездатний вік |
| -------- | ------- | ------------------ | ---------------- | -------------------- |
| Чоловіки | 14      | 1                  | 12               | 1                    |
| Жінки    | 16      | 3                  | 9                | 4                    |
| Разом    | 30      | 4                  | 21               | 5                    |